# Église du Saint-Rédempteur de Fleury-Mérogis

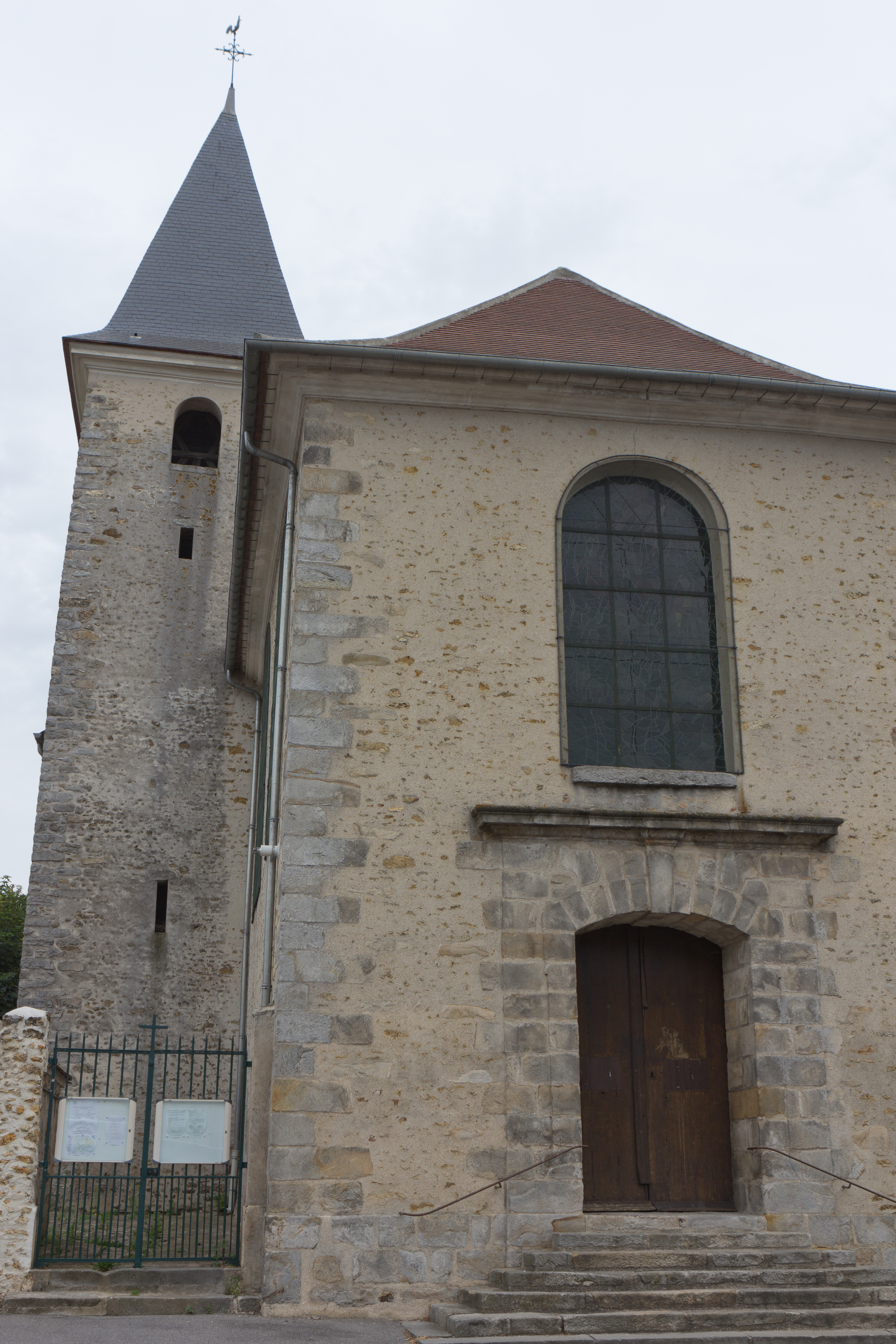
Façade et clocher de l'église de Fleury-Mérogis.

L'église du Saint-Rédempteur est un édifice catholique de la commune de Fleury-Mérogis.

## Histoire

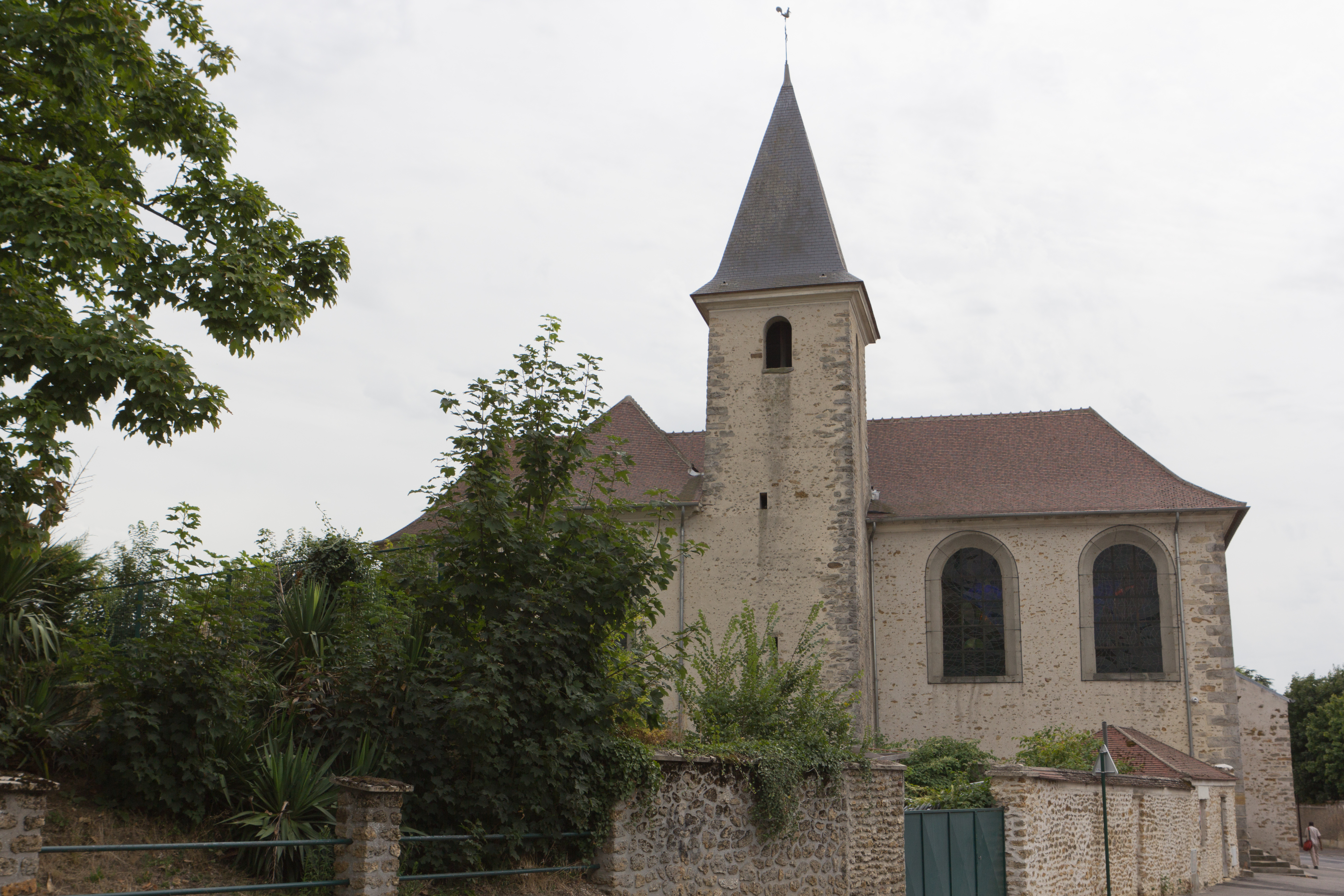
Vue du côté nord de l'église.

Unique édifice catholique à l'exception de la salle polyvalente servant de chapelle pour les célébrations de culte catholique à la maison d'arrêt de Fleury-Mérogis, dans le département de l'Essonne, elle est rattachée au diocèse d'Évry-Corbeil-Essonnes. Une première église servant de chapelle au château fort est construite par les seigneurs de Mérogis au Moyen Âge. Démolie en même temps qu'un château tout proche en 1722 pour laisser place à une église consacrée au Rédempteur, à l'emplacement qu'elle occupe depuis (n°12, Grande Rue) en 1725. L'église est restaurée en 1982, alors qu'en l'espace de vingt ans la petite paroisse d'un village rural se transforme en paroisse d'une ville d'immigration en pleine expansion. De nouveaux vitraux modernes sont posés et une nouvelle décoration intérieure est aménagée, l'ancien maître-autel ayant été ôté dans les années 1960 ; seule la table du maître-autel précédent subsiste encore. La grille formant jubé a toutefois été conservée, ainsi que la chaire. L'église accueille une forte communauté d'origine portugaise et plusieurs nationalités africaines. La messe dominicale est célébrée à 11 heures et à 9 heures en août.

## Architecture
L'église possède une nef simple sans bas-côtés avec un transept et une petite abside en cul-de-four. Les voûtes en berceau sont en plâtre et la charpente en bois.
La toiture recouverte de tuiles est à longs pans. Un clocher massif recouvert d'une flèche en ardoises se dresse du côté nord de l'édifice.[réf. nécessaire]